# Schlachtplatte (Kabarett)
Schlachtplatte ist ein deutsches Kabarett-Ensemble, das in jährlich wechselnder Besetzung einen satirischen Jahresrückblick gestaltet. Dabei wird die Tradition des Ensemble-Kabaretts in der Art der Münchner Lach- und Schießgesellschaft in zeitgemäßer Art fortgeführt.
Gegründet 2006 von HG. Butzko, Christian Ehring, Robert Griess und Wolfgang Nitschke, ist Schlachtplatte das einzige Kabarett-Projekt im deutschsprachigen Raum (Stand: 2020), bei dem sich jedes Jahr verschiedene, meist wechselnde Solo-Kabarettisten und -Kabarettistinnen zusammenfinden, um eine Tournee durch Deutschland zu absolvieren.
Organisiert wird das Projekt vom Kölner Kabarettisten Robert Griess. Der Deutschlandfunk überträgt regelmäßig Mitschnitte.

## Links
- http://www.schlacht-platte.de
- https://bosco-gauting.de/nachtkritik/die-letzten-guten
- https://www.sueddeutsche.de/muenchen/starnberg/kabarett-in-gauting-himmlische-teufeleien-1.4780292
- https://www.deutschlandfunk.de/die-endabrechnung-2019-schlachtplatte.844.de.html?dram:article_id=465594